# حصار ماندسور
كان حصار ماندسور حصارًا فرضته قوات مملكة ميوار بقيادة رانا سانغا ضد سلطنة الكجرات وسلطنة مالوا. غادر سلطان الكجرات مدينة محمد آباد ( شامبانير حاليًا) وعاد إلى عاصمته بعد أن عاد رانا سانغا إلى ميوار بعد حملته في الكجرات. لقد حزن عندما رأى خزائنه تُنهب وقصره يُدمر وبدأ يفكر في الانتقام لهزيمته. فبدأ في إعداد جيش كبير، وضاعف رواتب الجنود، وأعطاهم راتب عام مقدما.[بحاجة لمصدر]

## حصار
بعد مناوشة بين 200 فارس تحت قيادة شجاع الملك وآخرين، وبعض الراجبوت في التلال، تقدم جيش السلطان واستثمر حصن ماندسور في مالوا، الذي كان آنذاك في حوزة المهرانا. تم قتل حاكم الحصن، أشوك مال، ولكن الحصن لم يسقط. غادر الماهارانا شيتور بجيش شجاع يقدر عدده بحوالي 80.000 إلى 100.000 راجبوت ووصل إلى قرية ناندسا، على بعد 12 كوس (حوالي 24 ميلاً) من ماندسور.  وفي هذه الأثناء، وصل السلطان محمود الخلجي سلطان مالوا من ماندو لمساعدة قوات الكجرات في سداد الدين الذي كان عليه لمظفر شاه الثاني. تم فرض الحصار ولكن لم يتم تحقيق أي تقدم. انضم إلى سانغا أتباعه الموثوق بهم ميديني راي (حاكم مالوا آنذاك) وراجا سيلهادي، رئيس راجبوت تومار في رايسن وسارانجبور مع 15000 من قوات راجبوت لكل منهما.  حاول كل من أجاز وقوان الملك الاستيلاء على حصن ماندسور ولكنهما فشلا. كما فشلت معركة رانا سانغا في تحقيق نصر حاسم، وبالتالي سعى الجانبان إلى السلام. 

## ما بعد المعركة
كما وافق رانا سانغا أيضًا على المطالبة بالسلام لأن الأفغان بقيادة إبراهيم لودي غزوا رانثامبور وهاجموها. يقول نص القرن السادس عشر "بارشفاناث-شرافان-ساتافيزي" أن رانا سانغا هزم إبراهيم لودي في رانثامبور بعد حصار ماندسور. 

## فهرس
- Chaube, J. (1975). History of Gujarat Kingdom, 1458-1537 (بالإنجليزية). Munshiram Manoharlal Publishers. ISBN:978-0-88386-573-6. Archived from the original on 2024-12-13.